# Sasserides (månekrater)
Sasserides er resterne af et nedslagskrater på Månen, beliggende på den sydlige halvkugle på Månens forside, mindre end en kraterdiameter nord for det fremtrædende Tychokrater. Krateret er navngivet efter den danske astronom Gellio Sasceride (1562-1612).
Navnet blev officielt tildelt af den Internationale Astronomiske Union (IAU) i 1935. 

## Omgivelser
Sydøst for Sasserides ligger Orontiuskrateret, og nord for det ligger Ballkrateret.

## Karakteristika
Krateret er så medtaget og ødelagt af senere nedslag, at det knapt kan erkendes som et krater. Kun et kort afsnit af kanten mod den sydvestlige side findes endnu, mens resten er dækket eller modificeret af nedslag af forskellige dimensioner. De mest bemærkelsesværdige af disse er en bue af kratere af forskellige dimensioner langs den nordlige rand, omfattende 'Sasserides P', 'G' og 'C'. Det sidstnævnte har en lav, central forhøjning i sin midte. Den indre slette er noget mere jævn end den omgivende rand, omend den indeholder en kort kæde af eroderede kratere i den østlige halvdel.

## Satellitkratere
De kratere, som kaldes satellitter, er små kratere beliggende i eller nær hovedkrateret. Deres dannelse er sædvanligvis sket uafhængigt af dette, men de får samme navn som hovedkrateret med tilføjelse af et stort bogstav. På kort over Månen er det en konvention at identificere dem ved at placere dette bogstav på den side af satellitkraterets midte, som ligger nærmest hovedkrateret. Sasserideskrateret har følgende satellitkratere:
| Pictet | Bredde  | Længde | Diameter |
| ------ | ------- | ------ | -------- |
| A      | 45,0° S | 7,9° V | 34 km    |
| C      | 42,7° S | 7,7° V | 7 km     |
| D      | 46,0° S | 9,0° V | 21 km    |
| E      | 41,3° S | 7,7° V | 70 km    |
| F      | 42,8° S | 6,3° V | 11 km    |
| N      | 41,5° S | 8,1° V | 7 km     |

## Måneatlas
- Billeder af Sasserideskrateret i LPI-måneatlasset